# Läby
För andra betydelser, se Läby (olika betydelser).
Läby är en tätort i norra delen av Uppsala kommun, cirka 25 kilometer norr om Uppsala. 
Strax väster om Läby ligger en av de största fågellokalerna i Uppland, Vissjön. Sjön är numera en mosse med mycket rikt fågelliv, bland annat häckar tranor här. Mossen har utvecklats efter att sjön genomgick ett antal sjösänkningar, den senaste år 1914.

## Historia

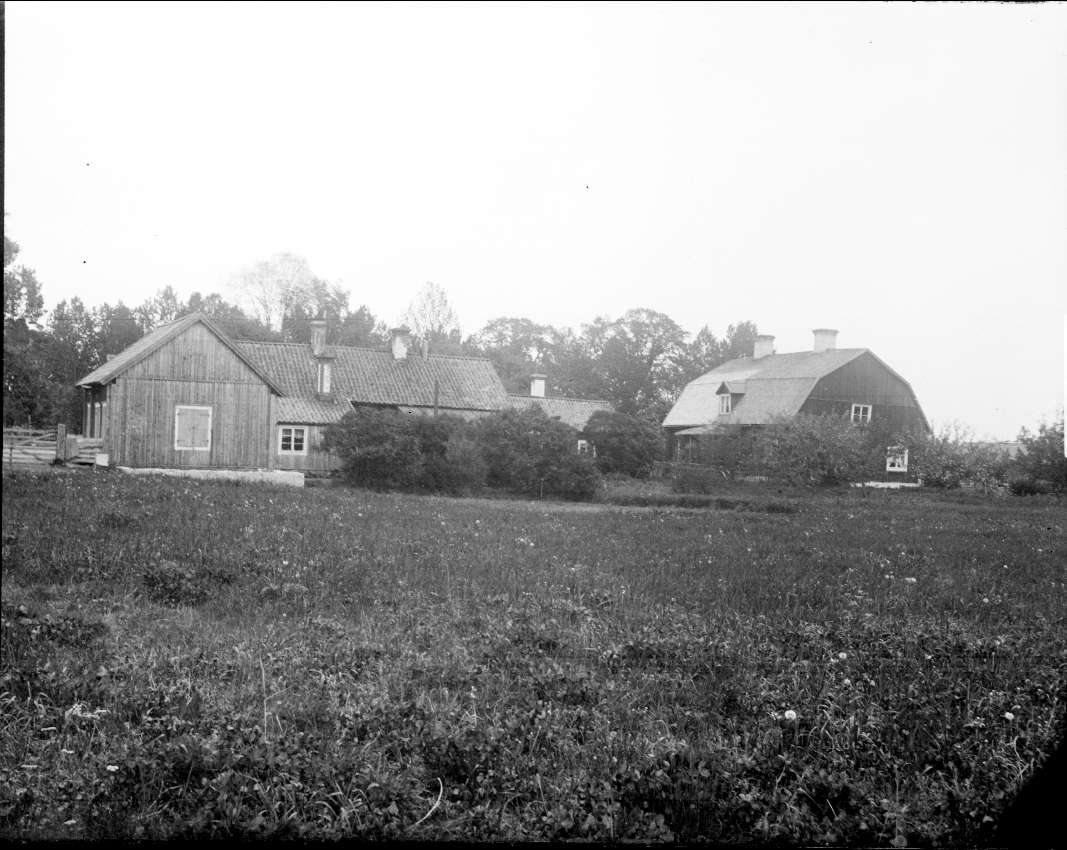
Läby gästgiveri

Läby förekommer i handlingar redan på 1300-talet. Det talas tidigt om en Lars i Läby. Orten har haft stor betydelse som knutpunkt genom tiderna, inte minst genom att det i byn Läby har funnits ett skjutshåll, det vill säga ett ställe där resande har haft möjlighet att byta hästar, få skjuts med mera. Läby gästgiveri har haft stor betydelse i detta avseende. Här har funnits rum för övernattning, krog samt samlingssal för häradstinget i Norunda härad, till vilket Läby hörde förr. Skjutshållet i Läby har ingått i ett nätverk med anslutning till grannskjutshållen Högsta (15 kilometer norr om Uppsala), Yvre (10 kilometer söder om Tierp) samt Österrike skjutsstation (cirka 6 kilometer sydväst om Tobo).
Tidigare fanns i Läby ett stort cementgjuteri, en elkvarn samt två snickerifabriker.

### Läby skola
Skolan lades ner hösten 1966. Det var en så kallad B-skola med klasserna 1-2 i en skolsal samt klasserna 3-4 i en annan.
Redan år 1864 inrättades skola i Läby. Det första skolhusets läge är osäkert. Det andra skolhuset har varit "Moster Johannas stuga", en byggnad som kvarstod till omkring 1980 och senast beboddes av "gamla tant Anna". Nuvarande adress är Bysvängen 2. Stugan låg i nordkanten av fastigheten. 
Det skolhus som fortfarande står kvar och används som presentbutik (se ovan), började byggas år 1890, med ingång och veranda mot söder. Tomten hade skänkts år 1881 av gästgivaren Johan Pettersson. Glasverandan togs bort år 1922, i samband med att skolhuset byggdes ut med en sal för småskolan (klass 1-2). Fram till 1902 undervisades alla barn i samma avdelning. Efter 1902 undervisades barnen varvat varannan dag i små- respektive folkskola. År 1920 infördes skolformen "B2", varvid småskola och folkskola undervisades parallellt. Småskolesalen blev klar 1922. De två åren innan ägde småskoleverksamheten rum i "smedjans", nuvarande bilverkstadens, övervåning.
År 1966 centraliserades verksamheten till Björklinge kyrkskola, varvid den dåvarande småskolläraren Gertrud Abrahamsson överflyttades dit.

### Modern tid
Europaväg 4 (E4) gick till och med den 17 oktober 2007 genom samhället. Vid 11.30-tiden den dagen "dog trafiken" genom samhället och leds nu på den nybyggda motorvägen (E4) ett par kilometer öster om Läby. "Gamla E4" heter numera länsväg C 600. 
I Läby har funnits tre bensinstationer, Nynäs, IC samt Shell. Den sistnämnda lades ned 1999. I dess lokaler öppnades en konfektyrbutik som lades ner den 17 oktober 2007 i samband med att E4 lades om.

### Befolkningsutveckling
| Befolkningsutvecklingen i Läby 1990–2020 | Befolkningsutvecklingen i Läby 1990–2020 | Befolkningsutvecklingen i Läby 1990–2020 | Befolkningsutvecklingen i Läby 1990–2020 | Befolkningsutvecklingen i Läby 1990–2020 |
| ---------------------------------------- | ---------------------------------------- | ---------------------------------------- | ---------------------------------------- | ---------------------------------------- |
|                                          |                                          |                                          |                                          |                                          |
| År                                       |                                          |                                          | Folkmängd                                | Areal (ha)                               |
| 1990                                     | 1990                                     |                                          | 151                                      | 25#                                      |
| 1995                                     | 1995                                     |                                          | 233                                      | 30                                       |
| 2000                                     | 2000                                     |                                          | 244                                      | 30                                       |
| 2005                                     | 2005                                     |                                          | 230                                      | 30                                       |
| 2010                                     | 2010                                     |                                          | 220                                      | 30                                       |
| 2015                                     | 2015                                     |                                          | 231                                      | 35                                       |
| 2020                                     | 2020                                     |                                          | 227                                      | 35                                       |
| Anm.: Ny tätort 1995. # Som småort.      |                                          |                                          |                                          |                                          |

## Samhället
Läby har cirka 70 hushåll och ligger i Björklinge socken.
I anslutning till länsvägen finns ett kafé kombinerat med en presentbutik samt en bilverkstad. Länsväg C 714 leder mot nordost från Läby mot Vendel.